# Plaza (Dakota du Nord)
Pour les articles homonymes, voir Plaza.
La ville de Plaza est située dans le comté de Mountrail, dans l’État du Dakota du Nord, aux États-Unis. Lors du recensement de 2010, sa population s’élevait à 171 habitants.

## Histoire
Plaza a été fondée en 1906.

## Démographie
| 1910 | 1920 | 1930 | 1940 | 1950 | 1960 |
| ---- | ---- | ---- | ---- | ---- | ---- |
| 224  | 345  | 408  | 360  | 389  | 385  |

| 1970 | 1980 | 1990 | 2000 | 2010 | - |
| ---- | ---- | ---- | ---- | ---- | - |
| 291  | 222  | 193  | 167  | 171  | - |

## Source
- (en) Cet article est partiellement ou en totalité issu de l’article de Wikipédia en anglais intitulé « Plaza, North Dakota » (voir la liste des auteurs).

1. ↑  (en) « Statistiques des États-Unis - Dakota du nord - Profils des comtés de 2010 » (consulté en juin 2021)